# Flugplatz Gerstetten

i7
i11
i13
Der Flugplatz Gerstetten (ICAO-Code: EDPT) ist ein Sonderlandeplatz nahe Gerstetten im Landkreis Heidenheim. Er ist für Segelflugzeuge, Motorsegler, Ultraleichtflugzeuge und Motorflugzeuge mit einem Höchstabfluggewicht von bis zu zwei Tonnen zugelassen.